# Bataille du détroit de Muhu
Première Guerre mondiale
Batailles
- Blocus allié de l'Allemagne
- Odensholm (08-1914)
- 1re Heligoland (08-1914)
- Action du 22 septembre 1914
- Falklands (12-1914)
- Dogger Bank (01-1915)
- Gotland (07-1915)
- Golfe de Riga (08-1915)
- Yarmouth et Lowestoft (04-1916)
- Jutland (05-1916)
- Funchal (12-1916)
- Combat entre le Leopard et le HMS Achilles
- Pas-de-Calais (04-1917)
- Combat entre le HMAS Sydney et le LZ92
- Détroit de Muhu (10-1917)
- 2e Heligoland (11-1917)
- Croisière de glace (02/03-1918)
- Zeebruges (04-1918)
- 1er Ostende (04-1918)
- 2e Ostende (05-1918)
- Sabordage allemand à Scapa Flow (06-1919)

Bataille de la mer Noire
- 12 octobre 1914
- Odessa (10-1914)
- Novorossiisk
- Feodosia
- Cap Sarytch
- île Kirpen (1re)
- île Kirpen (2e)

Front d'Europe de l'Ouest
Front italien
Front d'Europe de l'Est
Front des Balkans
Front africain
Front du Moyen-Orient
La bataille du détroit de Muhu ou du Moon-Sund (en allemand) est un affrontement naval livré pendant l'automne 1917 dans la mer Baltique, lors de la Première Guerre mondiale.

## Déroulement

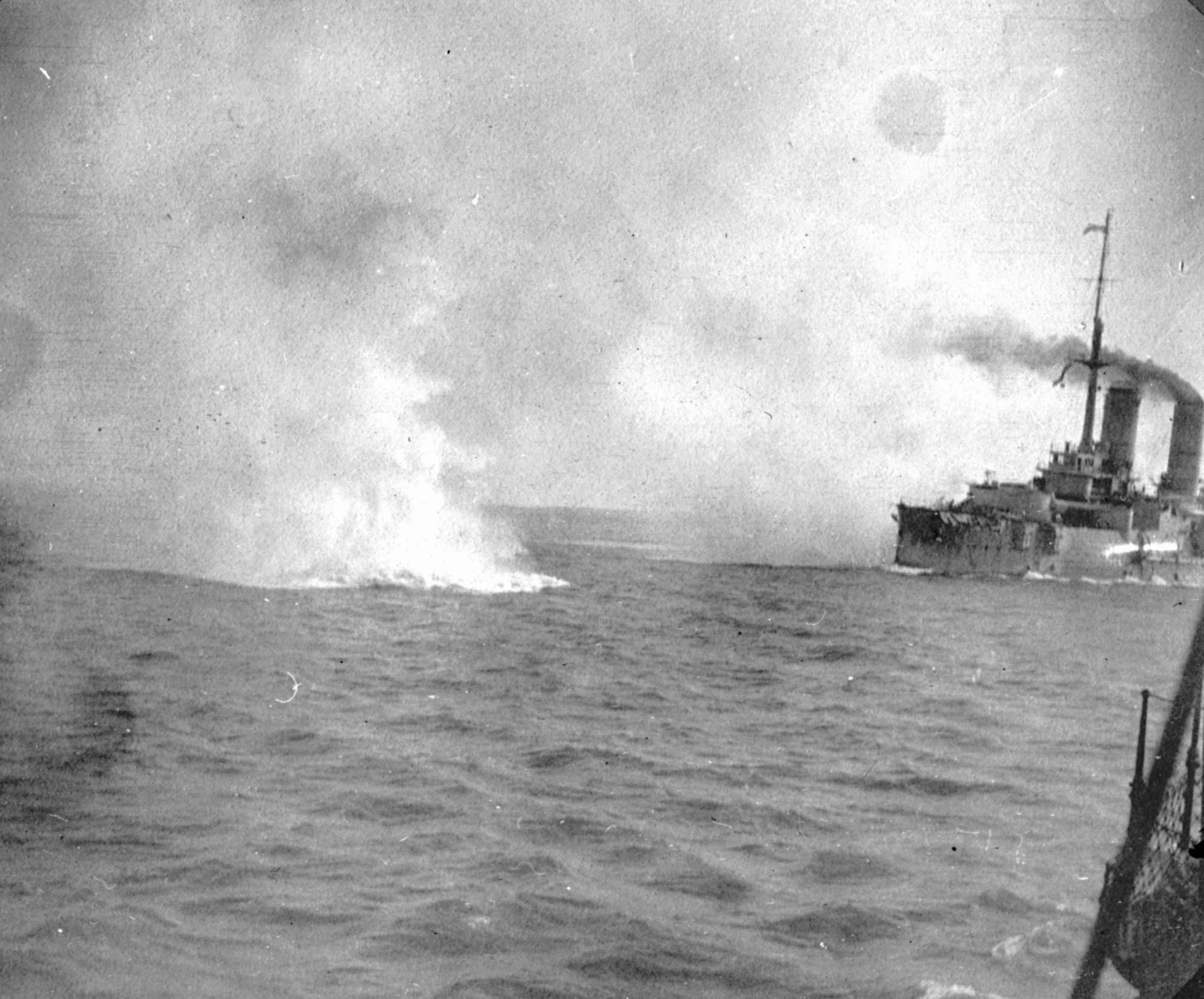
Le Slava durant la bataille.

En octobre 1917, les Allemands s'emparent des îles d'Ösel, Dagö, et Moon, appartenant à la Russie, dans le cadre de l'opération Albion, ce qui a pour effet de coincer dans le golfe de Riga une escadre de la flotte de la Baltique russe composée des cuirassés Grajdanine et Slava, ainsi que de quelques croiseurs et destroyers. Le 17 octobre cette escadre tente de s'échapper par le détroit de Muhu qui sépare l'île du même nom de la côte estonienne. La marine impériale allemande repère l'escadre en fuite et les dreadnoughts SMS König et SMS Kronprinz engagent le combat. Touché par les tirs adverses et gravement avarié, le Slava doit être sabordé par son équipage.